# Cornelis Live
Cornelis Live är ett livealbum av vissångaren Cornelis Vreeswijk inspelat på en konsert i Göteborgs konserthus i november 1965 och utgivet på LP på skivbolaget Metronome 1972. Jazzmusikern Sture Åkerberg deltog under konserten som ackompanjerande basist. Hela albumet finns inkluderat på samlingen Mäster Cees memoarer vol. 5 (1993) som spår 6-20.

## Låtlista
Alla sånger är skrivna av Cornelis Vreeswijk.

### Sida A
1. Jo föralldel – 3:58 *
2. Slusk-blues – 3:34 *
3. Tänk om jag hade en sabel – 2:37
4. Horoskopvisa – 4:34
5. Min polare Per – 1:51
6. Ångbåtsblues – 3:48
7. Balladen om ett munspel – 2:58
8. Telegram för Lucidor – 2:11
9. Dekadans – 2:34

### Sida B
1. Polaren Per hos polisen – 3:35
2. Ballad om polisen – 2:05
3. Telegram för en tennsoldat – 1:22
4. Grimasch om morgonen – 2:26
5. Esmeralda – 3:20
6. Sportiga Marie – 2:02
7. Josef och Maria – 2:14
8. Jultomten är faktiskt död – 2:42
9. I natt jag drömde något som – 5:15 *

De låtar som är märkta med * är endast med som extraspår på CD-utgåvan från 2007.

## Medverkande
- Cornelis Vreeswijk – sång, gitarr
- Sven Olson – gitarr
- Sture Åkerberg – bas